# Motorola 68881
Motorola 68881 är en flyttalsprocessor tillverkad av det amerikanska företaget Motorola. Den användes ihop med processorerna Motorola 68020 och Motorola 68030. Att lägga till en sådan processor i konstruktionen ökade datorns kostnad betydligt. En flyttalsprocessor var vid den tiden mest användbar för vetenskaplig och matematisk programvara.

## Statistik över 68881[1]
- 155 000 transistorer on-chip
- 16 MHz-versionen körde på 160 kFlops
- 20 MHz-versionen körde på 192 kFlops
- 25 MHz-versionen körde på 240 kFlops